# Чрни Поток при Кочевју
Чрни Поток при Кочевју (словен. Črni Potok pri Kočevju) је насељено место у општини Кочевје, регија Југоисточна Словенија, Словенија.

## Историја
До територијалне реорганизације у Словенији био је у саставу старе општине Кочевје.

## Становништво
У попису становништва из 2011. године, Чрни Поток при Кочевју је имао 141 становника.
| Број становника према пописима | Број становника према пописима | Број становника према пописима |
| ------------------------------ | ------------------------------ | ------------------------------ |
| 1991                           | 2002                           | 2011                           |
| 139                            | 138                            | 141                            |

Напомена: До 1953. исказивано под именом Чрни Поток.